# Gustav von Mevissen
Gustav Mevissen, appelé à partir de 1884 Gustav von Mevissen (né le 20 mai 1815 à Dülken et décédé le 13 août 1899 à Bad Godesberg), est un industriel et homme politique prussien. Après des débuts dans le textile, il investit dans les chemins de fer et dans l'industrie lourde. Pionnier, il fonde également plusieurs banques dont la Darmstädter Bank ainsi que des sociétés d'assurance. Sur le plan politique, il est un des meneurs des libéraux rhénans. Il entre au parlement provincial de Rhénanie, puis au parlement uni prussien et enfin au parlement de Francfort durant la révolution de mars 1848. En 1866, il intègre la chambre des seigneurs de Prusse, la chambre haute du parlement prussien.

## Famille et études
Gustav Mevissen est issu d'une famille de commerçants établis dans les alentours de Krefeld qui compte déjà aux débuts de la révolution industrielle comme un centre textile d'importance. Sa famille est de confession catholique. Il est le fils de Gerhard Mevissen (1776–1843), qui partit du bas de l'échelle était devenu un expert du fil retors. En 1798, il acquit un moulin équipé d'une machine à filer auquel il ajoute une mercerie. Il est donc à la fois commerçant et industriel. Cela lui permit de tisser de nombreuses relations commerciales dans la région. En 1834, Gerhard achète également une huilerie. La mère de Gustav se nomme Catharina Elisabeth, née Gierlings. Son père n'est pas seulement un homme d'affaires, c'est également un homme éclairé, qui suit avec attention les développements sociétaux de son époque. Il éduque ses enfants dans l'esprit de Johann Heinrich Pestalozzi. À partir de 1828, Gustav Mevissen va au lycée protestant de Cologne, puis au lycée catholique Marzellengymnasium, il fréquente ensuite une Bürgerschule. Bien qu'il se montre intéressé par les sciences, il commence à travailler chez son père dès 1830 et y suit une formation de commerçant. Il toutefois beaucoup et se forme en parallèle de cette façon. Il voyage également de 1836 à 1838 et se rend en Belgique, en France et en Angleterre.
Mevissen épouse en 1846 Elise Leiden. Ensemble, ils ont cinq filles, parmi lesquelles la juriste Mathilde von Mevissen (de). Elise meurt en 1857. En 1860, Mevissen se remarie à Therese Leiden, la sœur de sa première femme.

## Homme d'affaires

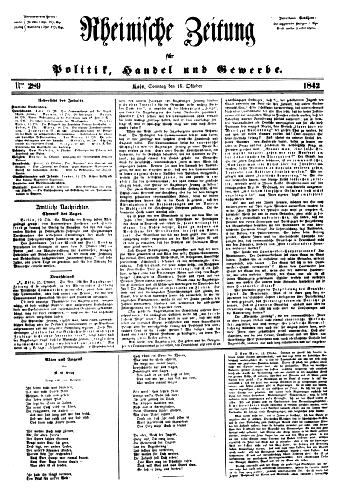
Le Rheinische Zeitung d'octobre 1842

En 1834, Mevissen prend la direction de l'huilerie familiale et est la même année un des cofondateurs de l'Organisme général pour le commerce et l'industrie de Cologne. Quatre ans plus tard, il est associé dans la création de la Société germano-anglaise de navires à vapeur. Il reprend et dirige, au côté de sa sœur Wilhelmina, l'usine textile de son père l'année suivante. En 1839, il cofonde le journal Rheinische Allgemeine Zeitung, littéralement « journal général rhénan ».
Il déménage à Cologne en 1841. Avec un associé, il crée un commerce de gros pour le textile. Après le mariage de sa sœur, son beau-frère s'occupe de la direction des affaires à Dülken, pendant que Gustav concentre toujours plus ses activités à Cologne. En 1842, il y est cofondateur avec notamment Ludolf Camphausen du journal Rheinische Zeitung, littéralement « journal rhénan ». Cette nouvelle parution a des opinions marquées aussi bien dans le domaine politique qu'économique. Le rédacteur en chef est Karl Marx et Mevissen y écrit lui-même quelques articles. Cependant, le journal doit cesser son impression dès 1843 à cause de la censure prussienne.
Même si le textile reste le cœur de son activité, il se diversifie dans de nombreuses branches, en particulier dans le transport, l'industrie lourde, l'assurance et la banque. Dès les années 1830, il s'exprime pour la création de sociétés anonymes, dans le but notamment d'aider au financement des filatures équipées de machines. Dans les années 1840, il plaide pour cette forme de sociétés à l'usage des mines et des banques. La bureaucratie prussienne se montre toutefois réticente.
En 1843, Mevissen entre à la direction de la Compagnie des chemins de fer rhénans. Il en est le président de 1844 jusqu'à sa nationalisation en 1880. Entre 1846 et 1847, l'Union des administrations ferroviaires allemandes est créée. Elle est chargée de l'harmonisation des normes techniques et des procédures de fonctionnement des nombreuses sociétés, privées ou publiques, d'exploitation des chemins de fer et sert en même temps de groupe de pression auprès du gouvernement. Mevissen joue un rôle important dans la direction de cet organisme.
Mevissen participe à la fondation de la société d'assurance Société d'assurance pour le transport terrestre, fluviale et maritime Agrippina (de) en 1845. En avril 1848, il devient directeur de la filiale à Cologne de la caisse de crédit. En septembre de la même année, le nouveau gouvernement prussien Camphausen-Hansemann le nomme commissaire pour le sauvetage de la banque A. Schaaffhausen’schen Bankvereins et sa transformation en une société anonyme. Il devient par la suite le premier directeur de cette société. En 1857, il devient membre de son conseil de surveillance où il reste jusqu'en 1875. Sous sa direction, la banque continue d'être impliquée dans le financement de l'industrie naissante. Par exemple, il participe dès 1856 au financement de l'exploitation des ressources en minerai dans la région de Siegen.

## Homme politique

### Libéralisme et paternalisme
Politiquement, Gustav Mevissen est tout d'abord fortement influencé par le libéralisme sud-allemand mené par Karl von Rotteck notamment. En 1835, il écrit même une ode à Rotteck. Deux ans plus tard, après la lecture du Prusse et France de David Hansemann, il ébauche une lettre aux présidents de districts pour protester contre le taux élevé de l'impôt. Entré en contact avec Ludolf Camphausen et Hermann von Beckerath, Mevissen devient progressivement un des meneurs des libéraux rhénans. Cette famille politique est particulièrement influencée par le développement de l'industrie, ses membres étant souvent eux-mêmes commerçants ou entrepreneurs. Mevissen déclare ainsi en 1840 : « L'industrie est devenue une force indépendante [...] grâce à cette nouvelle puissance sociale ». En Allemagne, « une nouvelle ère, politique aussi, doit indéniablement arriver », « car où l'industrie est puissante, les forces politique et la liberté le sont également, ».
En 1844, Mevissen devient membre de la chambre de commerce de Cologne ; de 1856 à 1860, il en est le président. Ses déclarations en matière économique ne reflètent pas toujours l'avis de la majorité des membres, qui sont partisans du libre-échange, mais sont plutôt inspirées par Friedrich List. Il accueille certes positivement la création du Zollverein, l'union douanière allemande, mais il est avant tout favorable à la mise en place de barrières douanières élevées et aux interventions étatiques. En parallèle, il demande une politique sociale plus ambitieuse. Durant la crise bancaire de mai 1873, causée en partie par des surcapacités de production, il demande de nouveau un politique d'intervention publique en matière économique,.
Le sentiment de la nécessité d'une libéralisation du système politique va de pair avec la peur d'une révolution des couches sociales les plus défavorisées. En 1845, il écrit : « le nombre des prolétaires monte actuellement dans tous les États dans des proportions très inquiétantes : la vague des lendemains vengeurs se rapproche toujours plus proche, ». Mevissen ne craint pas tant les ouvriers, qui sont encore en nombre très limité, que les paysans menacés par l'appauvrissement. Il considère en conséquence, que la société a besoin de réformes en profondeur. Il croit qu'une industrie en expansion, soutenue activement par l'État, peut apporter sur le long terme la prospérité et lutter contre la pauvreté. Ses opinions en matière de politique sociale se manifestent par sa participation active entre 1844 et 1845 à l'association centrale pour le bien-être des classes ouvrières (de). Il considère par ailleurs qu'une constitution est un prérequis à la mise en place de ces politiques. Elle est donc au centre de ses préoccupations dans les années 1840.
Tandis que d'autres libéraux rhénans souhaitent se protéger de la pression venant des classes sociales défavorisées au moyen d'un suffrage censitaire, Mevissen s'exprime pour l'égalité en matière de droits politiques. « Ce n'est que quand le besoin progressiste d'égalité, aussi bien étatiquement que socialement, est suffisamment satisfait, qu'un développement pacifique de la société actuelle est possible, ». Hans-Ulrich Wehler désigne ainsi Mevissen de fer de lance du libéralisme social éclairé, qui avec ses requêtes va plus loin que ses contemporains libéraux. À partir des années 1840, Mevissen est membre et fondateur de plusieurs associations à buts sociaux ou caritatifs. Pour ses employés, il met en place une caisse d'assurance maladie, une caisse d'invalidité, une protection pour les veuves et les orphelins, enfin il fait construire un hôpital. En 1879, il joue également le mécène pour l'historien Karl Lamprecht. Ensemble, ils fondent en 1881 la Société d'histoire rhénane. La fondation de la haute école communale de commerce de Cologne (de) en 1901 est aussi due à son initiative : il avait en effet mis en place une fondation pour financement dès 1879. À sa mort, il lègue à la ville de Cologne sa bibliothèque personnelle contenant près de 15 000 livres. Ils sont aujourd'hui conservés dans la bibliothèque de l'université de Cologne.

### Activités politiques durant leVormärz
Mevissen devient très actif politiquement à partir du milieu des années 1840. Ainsi, en 1845, il participe à la préparation de deux pétitions demandant la création d'une assemblée nationale, la liberté de la presse, des séances publiques au parlement provincial et favorable l'émancipation des juifs. Avec d'autres, et de manière illégale, il rassemble et diffuse les comptes-rendus des séances du parlement provincial de l'année 1845. Il écrit à son beau frère à propos du succès de cette opération : « Ma dernière publication concernant le parlement est lu avidement,. »
En 1846, il entre au parlement provincial rhénan et siège dans l'opposition. En conséquence, un poste d'adjoint en mairie lui est refusé en 1847 par l'administration prussienne. La même année, il est élu par la circonscription de Gladbach, dans laquelle se trouve sa ville natale Dülken, au parlement uni prussien. Malgré une nouvelle tentative de l'administration prussienne de rejeter sa candidature, il parvient à occuper son siège. La loi sur la dette publique du 17 janvier 1820 a rendu nécessaire la convocation du parlement afin de permettre la contraction d'un prêt pour financer la construction d'une ligne de chemin de fer dite de l'« est » qui devait relier Berlin à Königsberg. Bien que cette assemblée soit constituée de représentant des différents ordres de la société au lieu d'être élue de manière libre, les hommes politiques libéraux et démocrates de toute l'Allemagne attendent beaucoup de son ouverture. Mevissen et Hansemann y mènent les débats pour les libertés des citoyens, de la presse et l'indépendance de la justice. Mevissen joue les médiateurs et permet aux libéraux de l'Ouest du Rhin de trouver un compromis avec les nobles libéraux de l'Est du pays. Ces derniers souhaitent, en effet, ne pas répondre à leur convocation tandis que ceux de l'Ouest veulent siéger pour permettre l'ouverture de négociations. Finalement, les représentants libéraux répondent à leur convocation, mais refuse d'approuver l'emprunt, qui pourtant leur auraient été favorable d'un point de vue financier,. Mevissen formule à sa femme ses objectifs : « Une couronne puissante et inviolable, des ministres responsables devant le parlement, un peuple impliqué dans les décisions et leurs applications,. »
Comme dans le parlement provincial, les séances ne sont pas ouvertes au public. Mevissen fait toutefois en sorte, que la presse, et en particulier le Kölnische Zeitung (de), soit informée en leur rapportant les discussions. Les libéraux rhénans jouent un rôle important dans les débats. Un député écrit ainsi à Johann Jacoby : « Les rhénans se révèlent être des parlementaires talentueux, et leurs orateurs, comme Beckerath, Hansemann et Mevissen, arrivent au niveau des meilleurs discoureurs d'Angleterre et de France, au moins en qui concerne leurs opinions et leur application à leurs tâches,. » Avec Rudolf von Auerswald et Georg von Vincke, Mevissen rédige un article qui affirme qu'à cause des lois en vigueur, le parlement uni doit être convoqué de manière régulière. Ce texte est signé par 138 députés. Camphausen refuse toutefois. Dans la suite des négociations, Mevissen est poussé sur la défensive : « les derniers jours ici n'ont pas été sans de vifs combats. Avec un petit groupe de fidèles : 31 contre 418, je suis monté hier en première ligne,. » Le parlement uni prussien a permis à Mevissen de ses faire un nom comme meneur des libéraux en Allemagne. Il est ainsi invité par Hansemann pour l'assemblée d'Heppenheim. Il se trompe toutefois dans la date et vient à la rencontre avec un jour de retard.

### Action politique au début de la révolution de mars

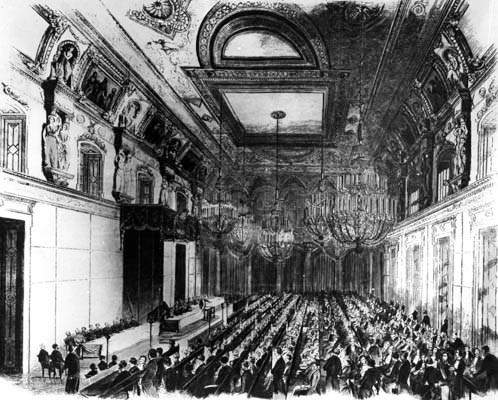
Réouverture du parlement uni prussien en 1848

L'annonce du déclenchement d'émeutes dans les premiers jours de la révolution de mars provoque de l'inquiétude chez Mevissen. Les meneurs libéraux de Cologne sont également surpris par la tournure des événements. Le 3 mars 1848, une manifestation a lieu devant l'hôtel de ville de Cologne réclamant des réformes politiques pour plus de démocratie. Mevissen y voit des traces d'un mouvement communiste qui se montre menaçant à visage découvert. Ils ne sont pas dangereux selon lui, mais pourrait le devenir si des réformes ne sont pas rapidement mise en place. Mevissen et d'autres députés expriment leur aversion pour ces émeutes, mais réclament par la même occasion le rappel immédiat du parlement uni prussien, afin de doter le pays d'une constitution. Il est invité à la réunion d'Heidelberg, mais à cause de sa peur de nouvelles émeutes, ne s'y rend pas. Il invite à la place les députés rhénans à Bonn pour discuter de la situation. Les discussions qui y ont lieu montrent les divergences existantes en Hansemann et Mevissen d'un côté, qui veulent passer à l'offensive, et Camphausen de l'autre. Toutefois cette réunion n'a pas d'incidence pratique, le comité des sept, puis la convocation du pré-parlement ainsi que le début de la révolution à Berlin et Vienne ayant changé la donne. Les meneurs libéraux se rendent à Berlin. Mevissen et Beckerath sont très actifs afin de pousser le nouveau ministre-président Adolf Heinrich von Arnim-Boitzenburg à la démission au profit d'un gouvernement libéral. Le lendemain de son arrivée, Mevissen écrit à sa femme : « Après six heures de travail, le gouvernement Camphausen est venu au monde,. » Grâce à son travail de médiation, les libéraux radicaux ont également pris part à cette décision. Alors que le nouveau gouvernement se forme, la nouvelle de la banqueroute de la banque Schaafhausen tombe. Mevissen craint une incapacité de crédit pour l'ensemble du pays et pousse Hansemann, devenu ministre des finances, et Camphausen, devenu ministre-président, à faire intervenir l'État. En plus de secourir la banque en tant que commissaire d'État dans son comité de direction, Mevissen apporte son soutien aux entreprises touchées par la crise économique.
Lors de la deuxième convocation du parlement uni prussien en 1848, Mevissen s'oppose au suffrage censitaire. Il pense que « l'agitation dans le pays ne peut cesser que si le droit de vote est accordé à tous sans restriction,. » Cette opinion finit par s'imposer aussi bien à l'assemblée nationale prussienne qu'au parlement de Francfort.

### Au parlement de Francfort

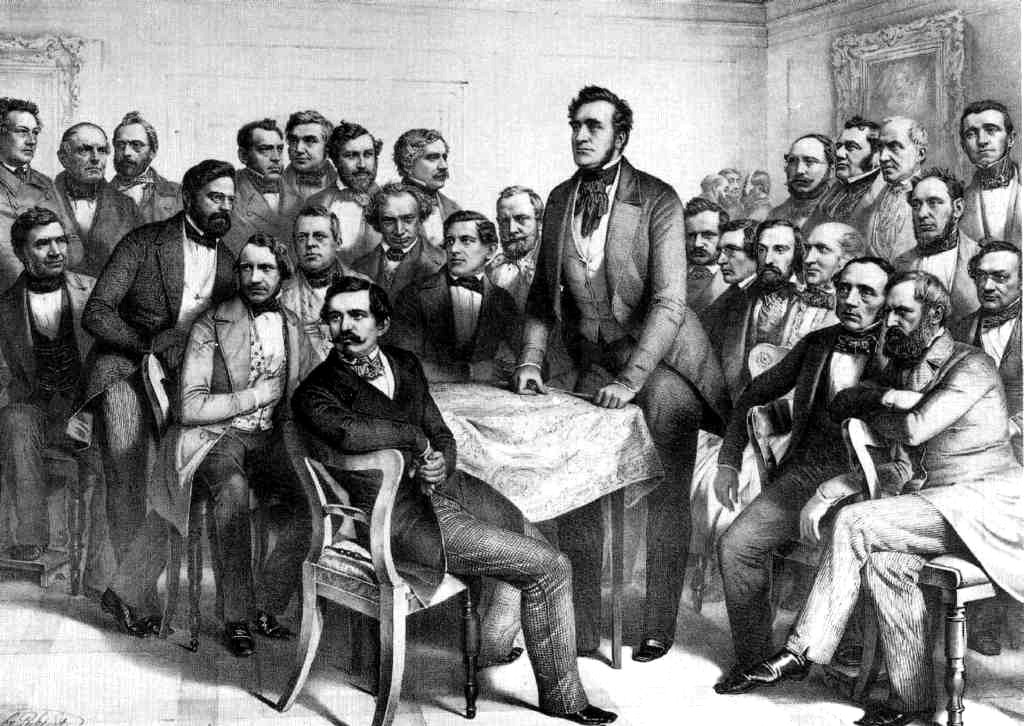
La fraction Casino de l'assemblée nationale. Lithographie „Club de Casino“ de Friedrich Pecht en 1849.

Mevissen présente sa candidature pour entrer au parlement de Francfort. Il échoue cependant en Rhénanie. La réserve des catholiques les plus fervents à son égard semble avoir joué un rôle dans cet échec. Grâce à l'aide de l'industriel Gustav Mallinckrodt (de), établi à Siegen et partageant ses opinions, il remporte néanmoins une victoire éclatante dans la circonscription de Siegen-Olpe-Wittgenstein. Il promet d'agir dans l'intérêt de l'industriel au parlement. Il déclare également vouloir « participer au grand projet de renaissance d'une Allemagne unie et puissante, et libérer dans la nation les forces intellectuelles et matérielles,. »
Du 18 mai 1848 au 21 mai 1849, Mevissen est député au parlement de Francfort. Il est un des fondateurs de la fraction Casino. Au côté d'Heinrich von Gagern, on lui confie la direction du groupe comme le décrit un compte rendu écrit par Johann Gustav Droysen. Mevissen est favorable à la création d'un pouvoir central provisoire et à l'élection de l'archiduc Jean-Baptiste d'Autriche en tant que régent. Par ce moyen, il espère pousser les républicains sur la défensive. Après la chute du gouvernement Camphausen, il tente en vain de convaincre ce dernier d'accepter un poste à responsabilité au sein du pouvoir central provisoire. Finalement, il candidate lui-même à un poste. Il devient ainsi sous-secrétaire d'État au commerce du 9 août au 5 septembre 1848. Il comprend cependant rapidement que sa marge de manœuvre, tout comme celle de l'ensemble du gouvernement, est très limitée. Il démissionne donc quand on lui propose la direction de la banque Schaaffhausen. Après le retrait du cabinet Auerswald-Hansemann, il se rend à Berlin pour qu'un nouveau gouvernement libéral prussien voie le jour, ces efforts ne sont toutefois pas couronnés de succès.
À l'assemblée nationale, il fait partie de la commission chargée de l'économie et de celle responsable de l'accueil du régent. Il participe également à la préparation de la constitution. Au sein de la commission économique, il propose de centraliser le système bancaire allemand. La direction de la Schaaffhausen lui prend cependant la majorité de son temps et de son attention. Cela explique probablement qu'il n'est jamais déposé d'amendement ni demander à discourir devant l'assemblée.
En décembre 1848, le roi de Prusse Frédéric-Guillaume IV fait dissoudre l'assemblée nationale prussienne et promulgue la constitution octroyée. Mevissen, comme de nombreux libéraux modérés, accueille favorablement cette décision. Il craint en effet que la révolution, d'abord politique, ne devienne sociale. Il salue le « coup osé du roi », car il pense le temps venu, « où tous les hommes influents politiquement doivent combattre l'anarchie qui menace sur le terrain légal nouvellement créé, ».
Dans la question de la direction de l'État national, Mevissen est favorable à un empereur qui transmettrait son pouvoir de manière héréditaire et souhaite que ce poste soit occupé par le roi de Prusse. Il vote en ce sens le 28 mars 1849. Après le refus de la couronne impériale par Frédéric-Guillaume IV, Mevissen devient pessimiste quant à l'avenir politique. Il écrit le 28 avril 1849 : « Les perspectives politiques sont de plus en plus sombres, et si les choses continuent comme ces huit derniers jours, nous sommes face à une grande réaction avec en perspective la fin rapide de la révolution,. » Avec le début de la campagne pour la constitution, Mevissen comprend que le travail de l'assemblée nationale se solde définitivement par un échec. « Notre mission, la réforme pacifique, est finie, même si elle n'a pas été réalisée. Face aux événements, où nous ne sommes que des spectateurs passifs, nous n'avons d'autre choix que d'abandonner,. » Avec les soixante-quatre autres députés de la fraction Casino, il démissionne le 21 mai 1849 du parlement de Francfort.

### Politique après la révolution
En 1849, Mevissen siège à l'assemblée de Gotha en faveur d'un empire héréditaire pour réaliser l'unification allemande. Il critique y les gouvernements qui ont refusé de signer la constitution de Francfort. L'année suivante, il est élu à l'Union d'Erfurt dans la circonscription d'Olpe, Siegen et Wittgenstein.
À partir de 1866, il entre à la chambre des seigneurs de Prusse en tant que représentant de la ville de Cologne. Il y siège dans les rangs des anciens libéraux. Il est également membre du conseil d'État prussien, du conseil économique et conseiller personnel de Guillaume Ier. Après l'échec de la révolution de mars, il a globalement quitté le premier plan politique pour s'occuper de ses affaires. « Étant contraint à l'impuissance totale en matière politique, je crois, que les intérêts matériels sont les seuls qui peuvent permettre de créer un avenir meilleur,. »
Il reste fidèle à ses opinions libérales. Ainsi après l'unification allemande, il critique la toute-puissance d'Otto von Bismarck.

## Retour aux affaires après la révolution

Gustav von Mevissen

Dans le contexte de forte expansion économique que connaît la Rhénanie et la Ruhr durant la révolution industrielle, Mevissen est un investisseur opportuniste. En profitant des possibilités offertes par les sociétés par actions, il prend des parts dans des sociétés du domaine des transports, du commerce, et de l'industrie lourde. Il est souvent accompagné dans ces investissements par d'autres associés originaires de Cologne, en particulier des membres de la famille de banquier Oppenheim. En octobre 1849, il fonde l'association des mines de Cologne (de) et devient la même année membre du conseil d'administration de la société en commandit pour les mines et les forges. En 1852, il est associé à la création de l'association des mines et des forges d'Hoerde ainsi qu'à celle d'une filature à Düren. L'année suivante, il fonde un grand nombre de sociétés liées à l'industrie lourde. Parmi elles, on compte l'association des minses d'Eschweiler, la société de la mine de charbon d'Alsdorf-Hoengener, la société pour la mine de charbon de Massen et une filature à Dülken ainsi que l'usine de tissage et filature de coton de Cologne. En 1855, la fabrique de machine de Cologne est fondée. L'année suivante, il devient président du conseil d'administration de l'association des mines de Cologne-Müsen,.
Grâce à l'expérience acquise à la banque Schaaffhausen, Mevissen est actif dans la finance à côté de ses activités industrielles. En 1853, il investit dans le domaine en pleine expansion de l'assurance en fondant la Société de réassurance de Cologne (de) et fait fusionner deux sociétés d'assurances fondées en 1851 pour créer l'Assurance concorde au capital de 10 millions de Talern. La même année, associé à Abraham Oppenheim, profitant d'une législation plus libérale dans la Hesse qu'en Prusse, il fonde la Banque de Darmstadt pour le commerce et l'industrie qui a un capital de 15 millions de Talern et est une des premières banques sous la forme juridique d'une société par action en Allemagne. Il souhaite au départ, la créer à Francfort-sur-le-Main, mais l'opposition de la famille Rothschild, qui ne veut pas de cette concurrence, fait échouer l'opération. Mevissen souhaite en effet faire contrepoids à l'illustre famille juive avec la création de la Banque de Darmstadt,. En 1855, il fonde la banque privée de Cologne et la banque du Sud de l'Allemagne. En 1856, de nouveau accompagné des Oppenheim, il crée la Banque internationale du Luxembourg qui est tout d'abord une banque d'émission avant de devenir un établissement de crédit. En 1871, enfin, il crée la Banque de crédit foncier du Sud de l'Allemagne et la Banque immobilière du Sud de l'Allemagne.

## Distinctions
En reconnaissance pour son expérience en tant qu'entrepreneur textile, Mevissen fait partie dès 1850 du jury international pour l'industrie textile à l'exposition universelle. Le 4 septembre 1884, il est anobli à Berlin. Le titre lui est remis le 23 aux châteaux d'Augustusburg et de Falkenlust. Il obtient par la même occasion un siège permanent à la chambre des seigneurs de Prusse et au conseil secret du commerce. En 1885 et 1895, il reçoit des titres de docteur honorifiques de l'université de Bonn. La ville de Cologne le fait citoyen d'honneur le 25 avril 1895. Le 23 décembre 1897, une rue de la ville est rebaptisée en son nom. Une rue de Siegen, dans le quartier du Giersberg, lui est également dédiée le 26 mars 1929.
Il est enterré au cimetière Melaten de Cologne.

## Œuvre
- (de) Über Flachshandspinnerei auf dem linken Rheinufer des Regierungsbezirks Düsseldorf, après 1830
- (de) Holland als Handelsvermittler rheinischer Produkte, 1839

## Citations
1. ↑  « Allgemeinen Organs für Handel und Gewerbe »
2. ↑  « Deutsch-Englischen Dampfschiffahrtsgesellschaft »
3. ↑  « Rheinische Eisenbahn-Gesellschaft »
4. ↑  « Verein Deutscher Eisenbahnverwaltungen »
5. ↑  « See-, Fluß- und Landtransportversicherungsgesellschaft Agrippina »
6. ↑  « Darlehenskasse »
7. ↑  « Die Industrie ist zur selbstständigen Macht erstarkt [… dank], dieser neuen sozialen Macht »
8. ↑  « unleugbar einer neuen Ära auch politisch entgegen »
9. ↑  « Denn wo die Industrie als Macht stark ist, da ist auch politische Kraft und Freiheit. »
10. ↑  « […] dass die Zahl der Proletarier in allen Staaten der Gegenwart in einer höchst beunruhigenden Progression steigt: Die drohende Woge der rächenden Zukunft [wälzt sich] näher und näher auf das lebende Geschlecht. »
11. ↑  « Centralverein für das Wohl der arbeitenden Klassen »
12. ↑  « Nur dann, wenn das fortschreitende Bedürfnis nach Gleichheit aller in den staatlichen und sozialen Formen angemessene Befriedigung findet, ist eine friedliche Entwicklung der heutigen Gesellschaft […] möglich. »
13. ↑  « Gesellschaft für Rheinische Geschichtskunde. »
14. ↑  « Eine mächtige, erhabene und unverletzliche Krone, verantwortliche Minister, ein freies mitratendes und mittatendes Volk. »
15. ↑  « Die Rheinländer allerdings bekunden viel parlamentarisches Talent, und die Redner unter ihnen, namentlich Beckerath, Hansemann und Mevissen dürften sich den besten Rednern Englands und Frankreichs an die Seite stellen, wenigstens was die Auffassung und Durchführung ihrer Aufgabe betrifft. »
16. ↑  « Die letzten Tage hier sind nicht ohne heißen Kampf gewesen, und namentlich habe mit einem kleinen Häufchen Getreuer, mit 31 gegen 418, mich gestern auf der Bresche befunden. »
17. ↑  « Spuren einer communistischen Bewegung (aus, die sich) sehr drohend und unverhüllt gezeigt »
18. ↑  « Nach sechsstündiger schwerer Geburt ist soeben ein Ministerium Camphausen ins Leben getreten. »
19. ↑  « Agitation im Land […] nur dann aufhören würde, wenn das allgemeine Stimmrecht ohne Einschränkung gegeben wird. »
20. ↑  « nach Kräften mitzuwirken an dem großen Werk der Wiedergeburt eines einigen und mächtigen Deutschland, dass der Nation im Inneren freie Entwicklung aller materiellen und geistigen Kräfte, nach außen eine würdevolle Selbstständigkeit verbürge. »
21. ↑  « kühnen Schritt des Königs »
22. ↑  « wo alle Männer von politischem Einfluss [auf dem] neugeschaffenen Rechtsboden […] die hereindrängende Anarchie bekämpfen müssen. »
23. ↑  « Die politischen Aussichten werden trüber und trüber, und wenn die Dinge so fortgehen, wie in den letzten acht Tagen, stehen wir plötzlich in der allertiefsten Reaktion mit Aussicht auf eine nicht lange ausbleibende neue Revolution. »
24. ↑  « Unsere Aufgabe, die friedliche Reform, ist, wenn nicht gelöst, doch beendet. Wir können bei dem weiteren Verlaufe nichts als passive Zuschauer abgeben. »
25. ↑  « Wie die Dinge [angesichts] der totalen Ohnmacht […] in den politischen Fragen [liegen], glaube ich, dass die materiellen Interessen die einzige Stelle bilden, von wo aus eine bessere Zukunft sich gestalten mag »
26. ↑  « Kölner Bergwerks-Verein »
27. ↑  « Kommanditgesellschaft für Bergbau und Hüttenbetrieb »
28. ↑  « Hörder Bergwerks- und Hütten-Verein »
29. ↑  « Eschweiler Bergwerks-Verein »
30. ↑  « Alsdorf-Hoengener Kohlenbergwerksgesellschaft »
31. ↑  « Alsdorf-Massener Gesellschaft für Kohlenbergbau »
32. ↑  « Kölnische Baumwollspinnerei und -weberei »
33. 1 2  « Kölnische Maschinenbau AG »
34. ↑  « Kölnische Rückversicherungs-Gesellschaft »
35. ↑  « Concordia-Versicherung »
36. ↑  « Darmstädter Bank für Handel und Industrie »
37. ↑  « Kölner Privatbank »
38. ↑  « Bank für Süddeutschland »
39. ↑  « Internationale Bank von Luxemburg »
40. ↑  « Süddeutschen Bodenkreditbank »
41. ↑  « Süddeutschen Immobilienbank »